# Nationalstraße 203 (China)
Die Nationalstraße 203 (chinesisch 203国道, Pinyin 203 Guódào, englisch China National Highway 203), chin. Abk. G203, ist eine 720 km lange, in Nord-Süd-Richtung verlaufende Fernstraße im Nordosten Chinas in den Provinzen Heilongjiang, Jilin und Liaoning. Sie zweigt bei Mingshui von der G202 ab und führt über Anda, Songyuan, Changling, Kangping und Faku in die Metropole Shenyang.